# La TV ha i suoi primati
La TV ha i suoi primati (The Barefoot Executive) è un film statunitense del 1971 diretto da Robert Butler.
È un film commedia per ragazzi della Disney con protagonisti un giovane Kurt Russell, Joe Flynn e Harry Morgan.

## Produzione
Il film, diretto da Robert Butler su una sceneggiatura di Joseph L. McEveety con il soggetto di Lila Garrett, Bernie Kahn e Stewart C. Billett, fu prodotto da Bill Anderson per la Walt Disney Productions e girato nei Walt Disney Studios a Burbank e a Long Beach in California. Il titolo di lavorazione fu The Rating Game.

## Distribuzione
Il film fu distribuito negli Stati Uniti dal 17 marzo 1971 al cinema dalla Buena Vista Distribution Company e in televisione sulla NBC nel 1973. È stato poi pubblicato in DVD negli Stati Uniti dalla Walt Disney Home Video nel 2004.
Alcune delle uscite internazionali sono state:
- in Danimarca il 13 ottobre 1971 (Den barfodede programchef)
- in Svezia il 29 novembre 1971 (Tappa inte sugen för att du är luden)
- in Giappone il 25 dicembre 1971
- in Germania Ovest il 30 marzo 1972 (Der barfüßige Generaldirektor)
- in Finlandia il 29 settembre 1972 (Paljasjalkainen toimittaja)
- in Brasile (Dinheiro, Poder E Bananas)
- in Spagna (Un ejecutivo muy mono)
- in Ungheria (Mezítlábas lakótárs)
- in Grecia (O xypolitos antiproedros)
- in Francia (Un singulier directeur)
- in Italia  (La TV ha i suoi primati)

## Taglinesdi promozione[5]
- "Look who's GONE BANANAS !".
- "The Network BUNCH Goes BANANAS!".

## Remake
Nel 1995 è stato prodotto un remake televisivo, The Barefoot Executive.